# Mário
Mário Hipólito (* 1. Juni 1985 in Luanda, Angola), bekannt als Mário, ist ein ehemaliger angolanischer Fußballtorwart. Er ist fünffacher Nationalspieler und nahm mit der Nationalmannschaft Angolas an der Fußball-Weltmeisterschaft 2006 teil.

## Vereinskarriere
Mário war von 2004 bis 2013 beim angolanischen Erstligisten Inter Luanda beschäftigt. Mit dem Klub aus der angolanischen Hauptstadt wurde er 2007 und 2010 nationaler Meister und 2011 Pokalsieger. Anschließend spielte er bei den Ligakonkurrenten Onze Bravos do Maquis und Kabuscorp FC do Palanca, wo er 2016 seine Karriere beendete.

## Nationalmannschaft
Mário nahm mit der angolanischen U20-Nationalmannschaft an der COSAFA U-20-Meisterschaft 2004 teil und wurde als bester Torhüter des Turniers ausgezeichnet. Auch für die U-20-Afrikameisterschaft 2005 in Nigeria wurde er nominiert.
Im gleichen Jahr debütierte der Torhüter in einem Freundschaftsspiel gegen die Türkei für die A-Nationalmannschaft. Im folgenden Jahr nahm er mit Angola als jüngster Spieler im Kader an der Fußball-Weltmeisterschaft 2006 in Deutschland teil, für die sich Angola erstmals qualifiziert hatte. Mário blieb als nominell dritter Torhüter ohne Einsatz und seine Mannschaft schied in der Vorrunde aus.
In der Funktion als Ersatztorhüter nahm er auch am Afrika-Cup 2008 teil, bei dem Angola im Viertelfinale am späteren Sieger Ägypten scheiterte.
Nach jahrelanger Abstinenz kam er 2015 als 30-Jähriger zu weiteren Einsätzen für die Nationalmannschaft, als er in mehreren Qualifikationsspielen für die Afrikanische Nationenmeisterschaft 2016 und den Afrika-Cup 2017 im Tor stand. Bei der Endrunde der Nationenmeisterschaft stand er letztmals im Kader Angolas, musste jedoch erneut anderen Torhütern den Vortritt lassen. Insgesamt absolvierte Mário fünf von der FIFA anerkannte Länderspiele.

## Erfolge
- Angolanischer Meister 2007 und 2010 mit Inter Luanda
- Angolanischer Pokalsieger 2011 mit Inter Luanda